# Глазкова, Мария Владимировна
Мария Владимировна Глазкова (род. 23 декабря 1974, Ташкент) — российская актриса театра и кино.

## Биография
Мария Глазкова родилась 23 декабря 1974 года. В 15 лет окончила школу и попыталась поступить в театральный институт, но из-за того, что у неё не было паспорта, не поступила. Тогда она стала студенткой историко-архивного института, а на следующий год была принята в Высшее театральное училище имени М. С. Щепкина, откуда через два года перешла в Школу-студию МХАТ на курс Л. К. Дурова.
Актриса театра на Малой Бронной.
Была замужем за актёром Никитой Салопиным, с которым встретилась ещё в Школе-студии МХАТ.

## Признание и награды
- Премия им. И. Смоктуновского за роль Кати в спектакле «Пять вечеров»[1]

## Творчество

### Роли в театре
- «Пять вечеров» Александра Володина. Режиссёр: Сергей Женовач — Катя
- «Ночь перед Рождеством» Н. В. Гоголя. Режиссёр: Сергей Женовач — Оксана
- «Нижинский, сумасшедший божий клоун» — балерина, проститутка
- «Лиса и виноград» — Клея
- «Пианино в траве» — Изабель
- «Три сестры» А. П. Чехова — Ирина
- 2001 — «Портрет Дориана Грэя» Оскара Уайльда. Режиссёр: Андрей Житинкин — Сибила Вэйн[2]
- 2003 — «Дети?!», по пьесе С. Найдёнова «Дети Ванюшина». Режиссёр: Лев Дуров — Елена

### Фильмография
| Год       |   | Название                     | Роль                                       |
| --------- | - | ---------------------------- | ------------------------------------------ |
| 1991      | ф | Тёмные аллеи                 | Алёнка                                     |
| 1992—1997 | с | Мелочи жизни                 | Таня                                       |
| 1997      | ф | На заре туманной юности      | Дуняша                                     |
| 2000      | ф | Москва                       | Имя персонажа не указано                   |
| 2003      | ф | Покаянная любовь             | Лиза Анненская                             |
| 2004      | ф | Самара-городок               | Анжела                                     |
| 2004      | ф | Русское лекарство            | Любовь Дмитриева, капитан милиции          |
| 2004      | ф | Рокировка                    | Людмила                                    |
| 2004      | ф | Чудеса в Решетове            | Василиса Мелентьевна (Василиса Прекрасная) |
| 2005      | с | Чёрная богиня                | Анна Жукова                                |
| 2006      | ф | Прорыв                       | Ксюша Селиванова                           |
| 2007      | с | Марш Турецкого 4             | Ольга Легейдо                              |
| 2008      | ф | Жаркий лёд                   | Лилия Самсонова, мать Аси                  |
| 2009      | ф | Пуля-дура 3                  | Катя                                       |
| 2009      | ф | Спецкор отдела расследований | Блохина                                    |
| 2010      | ф | Дежурный ангел               | Ирина                                      |
| 2012      | ф | Алиби надежда, алиби любовь  | Надя Сухарева                              |
| 2014      | с | Отец Матвей                  | Лариса Германовна Войцехович               |